# Aleksandar Drenovak
Aleksandar Drenovak (serbisch-kyrillisch Александар Дреновак; * 30. Dezember 1983 in Vrnjačka Banja) ist ein serbischer Amateurboxer im Mittelgewicht und Olympiateilnehmer von 2012.

## Werdegang
Der ca. 1,82 m große Aleksandar Drenovak trainiert in der Boxabteilung des Dinamo Pančevo. Er wurde 2008 Serbischer Meister im Weltergewicht, sowie 2010, 2014 und 2016 Serbischer Meister im Mittelgewicht.
Im Oktober 2006 gewann er eine Bronzemedaille im Weltergewicht bei den 2. World University Championships in Almaty. Im September 2011 startete er im Mittelgewicht bei den 16. Weltmeisterschaften in Baku und kämpfte sich gegen Chuluuntumur Tumurhuyag aus der Mongolei, Jaime Cortez aus Ecuador und Zhang Jianting aus China ins Viertelfinale vor, wo er gegen Jewhen Chytrow aus der Ukraine ausschied und somit Platz 5 belegte.
Damit konnte er bei den 30. Olympischen Sommerspielen 2012 in London teilnehmen, wo er Marlon Delgado aus Ecuador besiegte, jedoch anschließend gegen den Türken Adem Kılıççı im Achtelfinale unterlag. Einen weiteren 5. Platz im Mittelgewicht erreichte er bei den 40. Europameisterschaften 2013 in Minsk, als er im Viertelfinale gegen Zoltán Harcsa aus Ungarn verlor.
Im November 2015 gewann er das internationale Turnier Golden Gloves in Vrnjačka Banja. Bei der europäischen Olympiaqualifikation 2016 in der Türkei verlor er im ersten Kampf gegen den Spanier Damián Biacho.
Weitere internationale Auftritte hatte er bei den Juniorenweltmeisterschaften 2002 in Santiago de Cuba, den Europameisterschaften der Jahre 2010 und 2011 in Moskau bzw. Ankara, den Weltmeisterschaften 2013 in Almaty und den Europaspielen 2015 in Baku.